# Colonești (Olt)
Coloneşti è un comune della Romania di 2 212 abitanti, ubicato nel distretto di Olt, nella regione storica della Muntenia. 
Il comune è formato dall'unione di 9 villaggi: Bărăști, Bătăreni, Cârstani, Chelbești, Colonești, Guești, Mărunței, Năvârgeni, Vlaici.